# Boeing E-6 Mercury

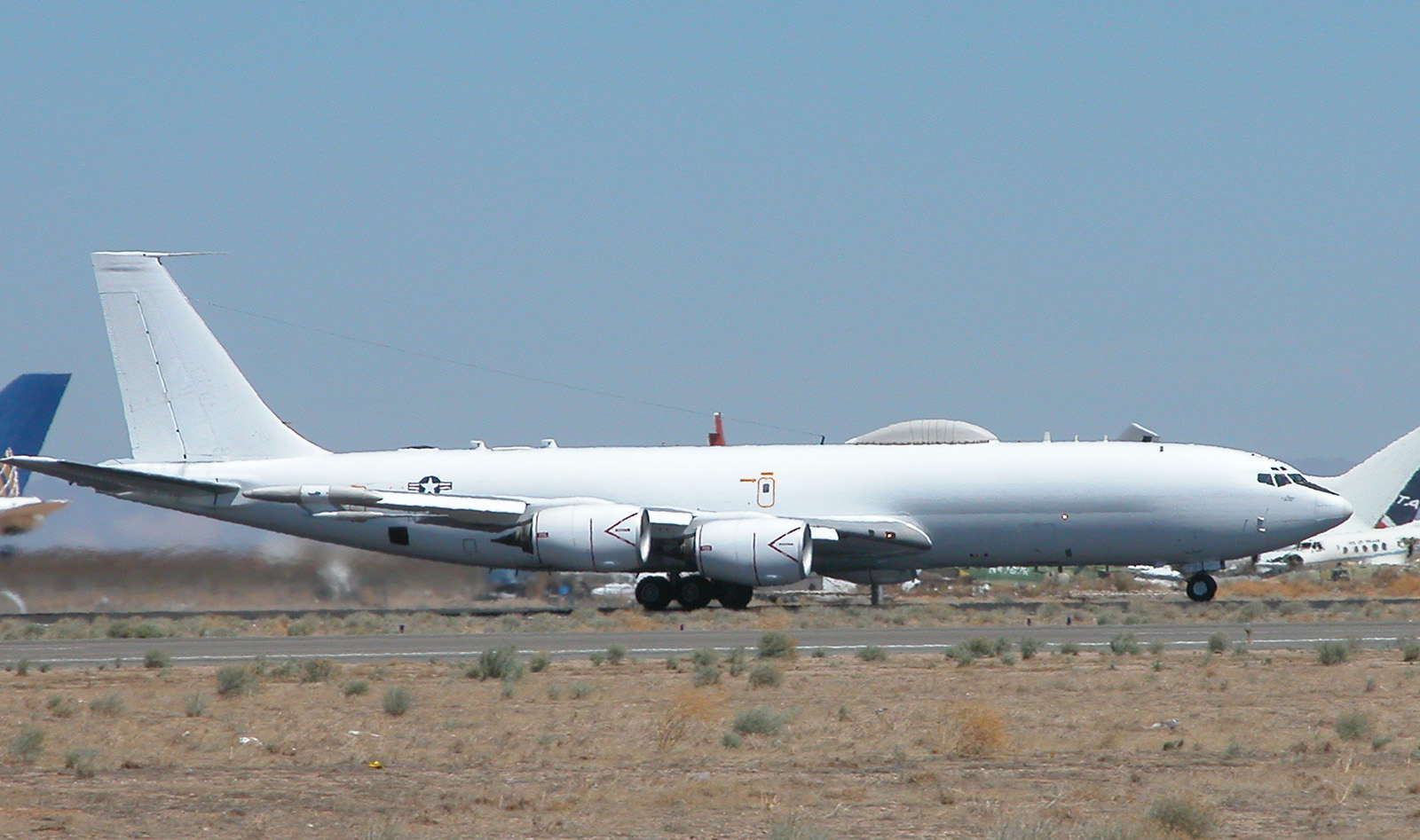
Un E-6 Mercury della US Navy all'Aeroporto di Mojave

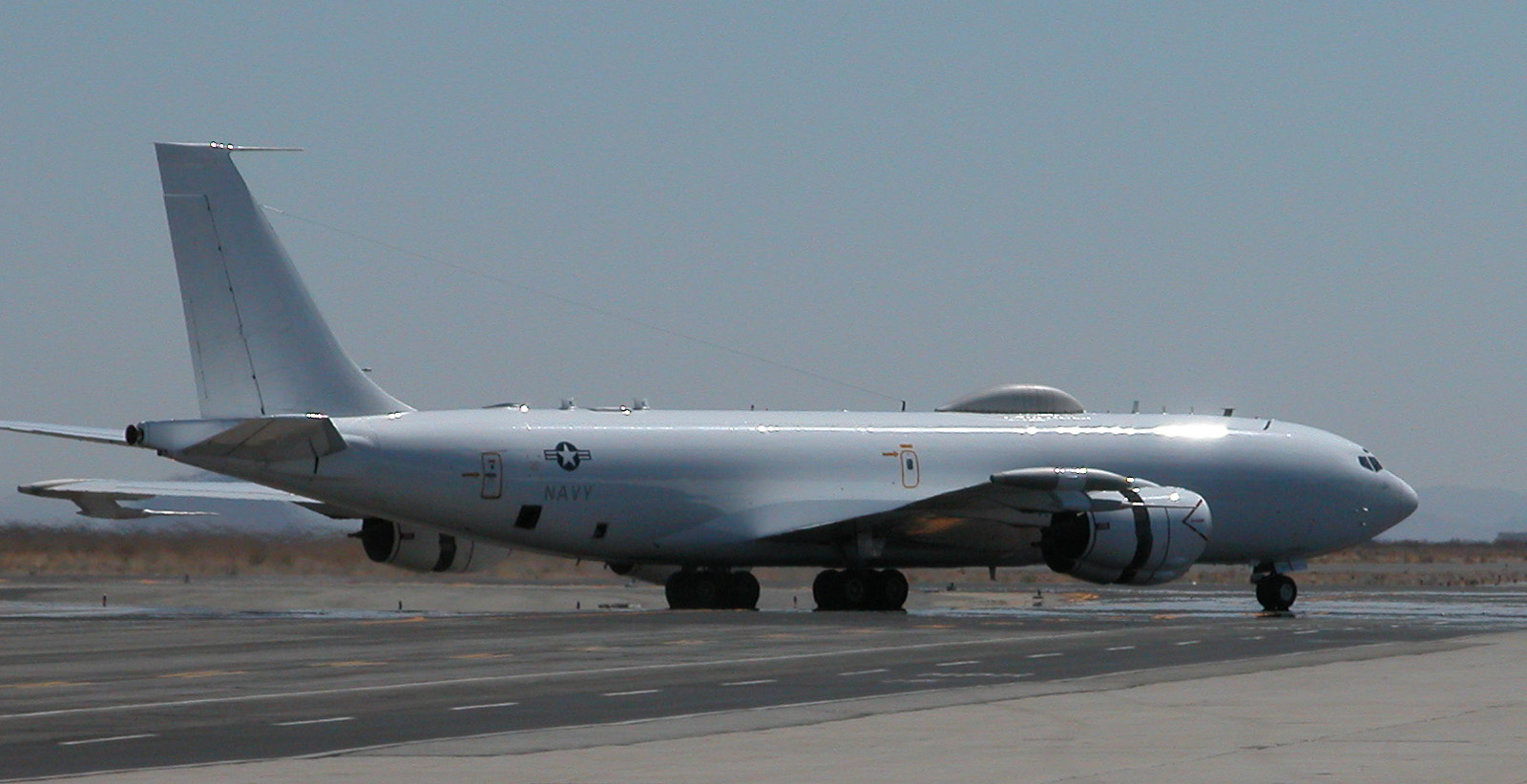
Un E-6 Mercury della US Navy all'Aeroporto di Mojave

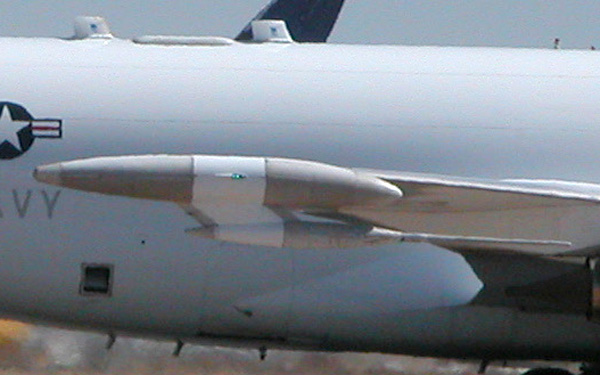
Dettaglio dell'estremità alare dell'E-6 Mercury

Il Boeing E-6 Mercury è un aereo militare statunitense. Opera come posto di comando e centro di comunicazioni, trasmettendo informazioni dalla National Command Authority. Il suo ruolo nella trasmissione ai sottomarini lanciamissili balistici dà ad una delle sue missioni l'acronimo TACAMO (Take Charge and Move Out).
Chiamato in codice Looking Glass, è il posto di comando volante dello United States Strategic Command che deve decollare nel caso che il NORAD del Monte Cheyenne sia distrutto o incapace di comunicare con le forze strategiche.  Il termine looking glass (specchio) è utilizzato perché il velivolo specchia le capacità del Monte Cheyenne per il controllo delle armi nucleari.
Alla fine della guerra fredda, quando il Monte Cheyenne divenne vulnerabile ad un possibile attacco sovietico, era opinione comune presso i vertici militari statunitensi che un aereo con capacità Looking Glass dovesse sempre essere in volo, 24 ore su 24, con un aereo che decollava mentre un altro atterrava.

## Storia

### Sviluppo
Come l'E-3 Sentry AWACS, l'E-6 Mercury è adattato dall'aereo di linea Boeing 707-320. Esiste una sola versione in servizio dell'E-6: l'E-6B, versione aggiornata dell'E-6A con una nuova cabina di pilotaggio, che aumenta la consapevolezza del pilota.
Il primo E-6A fu accettato dall U.S. Navy nell'agosto 1989 e 16 esemplari furono ordinati per il 1992, mentre il primo E-6B nel dicembre 1997 e l'intera flotta di E-6 fu convertita in E-6B, con l'ultima consegna che è entrata in servizio il 1º dicembre 2006.

## Utilizzatori
Stati Uniti
- US Navy

16 E-A consegnati a partire dal 1992, successivamente aggiornati allo standard E-6B dal 1997 al 2006.